# 马克·洛佩斯 (跆拳道运动员)
马克·洛佩斯（西班牙語：Mark López，1982年4月25日—），美国男子跆拳道运动员。他曾代表美国参加2008年夏季奥林匹克运动会跆拳道比赛，获得男子68公斤级银牌。

## 家庭
哥哥史蒂文·洛佩斯，妹妹迪亚娜·洛佩斯。